# Еднак, Любан
Любан Еднак (серб. Љубан Једнак; 2 сентября 1916, Горне-Селиште — 5 мая 1997, Белград) — сербский крестьянин, единственный выживший во время массовых убийств сербов в Глине с 30 июля по 3 августа 1941 года; участник партизанского движения Сопротивления.

## Биография
Любан Еднак родился 2 сентября 1916 года в деревне Горне-Селиште (недалеко от современного города Глина на территории современной жупании Сисачко-Мославачка Республики Хорватия). Серб, православного вероисповедания, до войны был простым крестьянином.
Ночью 30 июля 1941 года православных сербов усташи согнали в церковь Рождества Пресвятой Богородицы в городе Глина под предлогом обращения в католичество: в рамках проводимой властями Независимого государства Хорватии национальной политики у сербов была возможность либо бежать из страны, либо принять католичество. После того, как сербы были загнаны в церковь, усташи начали убивать всех приведённых одного за другим особо жестокими способами, чаще всего используя для этого нож-сербосек. Считается, что в этой резне, которая продолжалась до 3 августа, погибло около 1500 сербов: в основном это были выходцы из Кордуна, Бановины и Подкозарья. Усташи затем сожгли церковь дотла. Останки убитых сербов усташи вывезли на окраину местечка Якинац и сбросили их в яму, а церковь в Глине сожгли дотла. После войны на месте трагедии был установлен мемориальный комплекс в виде дома памяти и таблички с именами погибших, снесённый хорватскими властями в 1990-е (дом был переименован в «Дом культуры», а восстанавливать табличку власти отказались).
Любан Еднак по счастливой случайности оказался единственным выжившим в бойне в церкви Глины, поскольку притворился мёртвым (второй выживший, оставшийся неизвестным, выбрался из ямы и вернулся домой, но был выдан своим соседом и вскоре казнён). В ходе бойни Еднак был несколько раз на волосок от смерти: ему заливалась в глотку кровь одного из погибших, также он чуть не задохнулся под телами убитых. А усташи, стреляя по уже убитым сербам, одним из выстрелов ранили Еднака в ногу и затем сорвали с него майку, думая, что Любан мёртв. Но после ухода палачей Любан сумел выбраться из ямы и скрыться в кустах. Следующие полгода Еднак скрывался у родственников (в доме своего тестя), залечивая раненую ногу, и затем ушёл воевать в ряды титовских партизан.
В 1946 году Еднак проходил свидетелем на процессе по делу об архиепископе Загреба Алоизие Степинаце и по другим делам в отношении усташей, а в 1986 году — по делу о министре внутренних дел НГХ Андрии Артуковича. Всю жизнь до распада Югославии он прожил в родной Глине. Во время операции «Буря» 1995 года Еднак вынужден был покинуть свою родину и вместе с колоннами сербских беженцев прибыть в Белград, где он и прожил последние годы своей жизни. Он скончался 5 мая 1997 года в полной нищете.
Любан Еднак был женат (со своей супругой Станой он венчался ещё до начала вступления Югославии в войну), в браке родились сыновья Душан и Стево, а также дочь Душанка. На момент его последнего интервью, опубликованного уже после кончины, у Любана были четверо внуков: двое жили в Глине, ещё двое в Загребе. Несмотря на совершённые преступления, до конца своих дней Еднак призывал к примирению между сербами и хорватами, считая, что между этими двумя народами нет разницы, кроме вероисповедания. В завещании Еднак призывал похоронить себя в родной Глине.
В 1996 году кинокомпания «Сине Про 93» сняла документальный фильм «Мне говорили, что я не останусь в живых», посвящённый истории Любана Еднака. Авторами сценария и режиссёрами были Спасое Йованович и Мирослав Станкович. Ежегодно на памятных мероприятиях в Глине проходит показ этого документального фильма.